# Elecciones legislativas de Colombia de 1941
En marzo de 1941 se efectuaron en Colombia elecciones para los miembros de la Cámara de Representantes. Para los comicios aumentó la participación de los conservadores, aunque se afirmó la mayoría del Partido Liberal. En esta última colectividad se presentó una reñida disputa entre los partidarios de la reelección de Alfonso López Pumarejo y los antirreeleccionistas. Por un solo escaño, los resultados favorecieron a este último grupo.

## Resultados
| Partido             | Votos   | %    | Escaños | +/– |
| ------------------- | ------- | ---- | ------- | --- |
| Partido Liberal     | 565,237 | 63.8 | 83      | +5  |
| Partido Conservador | 316,185 | 35.7 | 48      | +8  |
| Otros               | 4,103   | 0.5  | 0       |     |
| Total               | 885,525 | 100  | 131     |     |